# John Kent Harrison
John Kent Harrison (London, 1947) è un regista e sceneggiatore canadese naturalizzato statunitense, specializzato in lungometraggi destinati al mercato televisivo.

## Biografia
Si è laureato alla Columbia University di New York.
Prima del suo debutto alla regia, JKH è stato assistente di studi cinematografici presso la Concordia University di Montréal, ha insegnato sceneggiatura alla UCLA e più recentemente presso la Graduate School of Cinema dell'University of Southern California.
Nel 1992 il suo film per la televisione The Sound and the Silence risultò vincitore del CableACE Award come Best Foreign Television Movie of the Year e nel 1997 il suo adattamento dell'Old Man (1997) di William Faulkner ottenne due Emmy Awards, l'Humanities Prize, la Christopher Medal e un Golden Reel.
Nel 2003 sceneggiò e diresse A Bear Named Winnie, premiato con due Genie Awards su quattro candidature, Helen of Troy, valsogli due Emmy, e Viaggio nel mondo che non c'è (A Wrinkle in Time), che ottenne il Best Feature Film Award all'International Children's Film Festival di Toronto.  Due anni dopo Harrison scrisse e diresse la miniserie Giovanni Paolo II (Pope John Paul II), interpretata da Jon Voight.
Tra gli altri suoi lavori si ricorda Il coraggio di Irena Sendler con protagonista Anna Paquin, che ha riscosso un Premio Emmy.
Nel 2014 ha diretto Christmas in Conway, con Andy García e Mary-Louise Parker, mentre dal 2015 al 2017 ha firmato tre film per la televisione basati sul romanzo Anne of Green Gables di L. M. Montgomery. Il primo film ha ottenuto il Shaw Rocket Prize 2016 e il primo premio al Kidfest 2017.

## Filmografia parziale
- Beautiful Dreamers (1990)
- Parole dal cuore (What the Deaf Man Heard) – film TV (1997)
- You Know My Name – film TV (1999)
- In Love and War – film TV (2001)
- Viaggio nel mondo che non c'è (A Wrinkle in Time) – film TV (2003)
- A Bear Named Winnie – film TV (2004)
- The Winning Season – film TV (2004)
- Giovanni Paolo II (Pope John Paul II) – miniserie TV (2005)
- Il coraggio di Irena Sendler (The Courageous Heart of Irena Sendler) – film TV (2009)
- When Love Is Not Enough: The Lois Wilson Story – film TV (2010)
- Anna dai capelli rossi (Anne of Green Gables), regia di John Kent Harrison  – film TV (2016)
- Anna dai capelli rossi - Promesse e giuramenti (L.M. Montgomery's Anne of Green Gables: The Good Stars ) – film TV (2017)